# Thraustochytrida
A Thraustochytrida tengeri ökoszisztémákban gyakori egysejtű szaprotróf eukarióták kládja a Labyrinthulomycetesben. Különböző enzimeket, például amilázokat, proteázokat, foszfatázokat szekretál. Leggyakoribb sok bomlásterméket és bomló növényi anyagot tartalmazó területeken. Fontos a mangroveerdőkben, ahol segíti a tápanyagciklus előrehaladását az elhalt anyagok lebontásával. Ezenkívül jelentősen hozzájárul az ω-3 zsírsavak (dokozahexaénsav (DHA) és eikozapentaénsav (EPA)) szintéziséhez, melyek fontos zsírsavak a rákok növekedéséhez és szaporodásához. A Thraustrochytrida a Labyrinthulomycetes (= Labyrinthulea) tagja, melyet korábban hasonló megjelenésük és életmódjuk miatt a gombák közé soroltak. A DNS-szekvenálás megjelenésével a Labyrinthulomycetes tagjai a sárgásmoszatok közé kerültek önálló kládba.
Több jellemző csak a Thraustochytridában található meg, beleértve a sejten kívüli nem cellulózpikkelyekből álló sejtfalat, az eltérő ostorú zoospórákat és a botroszóma termelte ektoplazmahálót, melyet sejten kívüli emésztésre használ. Morfológiailag változó életciklusa során. Van fő vegetatív ivartalan ciklusa, mely nemzetségenként eltér. Bár megfigyelték ivaros szaporodását, az kevéssé kutatott.
A biotechnológia terén is érdeklődnek iránta magas DHA-, palmitinsav-, karotinoid- és szterolkoncentrációja miatt, melyek hasznosak a humán egészségre. Életciklusa során számos erőforrást felhasznál, például szervesanyag-forrásokat (vitaminok és cukrok) és szervetlen sókat. Több lehetséges használata is van, például a DHA-, a zsírsav- és a szkvalénkoncentráció növelésére in vivo a genetikai összetétel vagy a közeg megváltoztatása, kondicionálása révén. Voltak áttörések, melyek növényfajokhoz való géntranszferhez vezettek, lehetővé téve bizonyos olajok könnyebb, hatékonyabb izolációját. Jelenleg haleledelekben és humán és állati étrend-kiegészítőkben való használatát is kutatják. Ezenkívül kutatják a szennyvíz hasznos anyagokká, például szkvalénné alakítását is, mely bioüzemanyag-előállításra használható.

## Morfológia
A Labyrinthulomycetes tagjaként több jellemzője közös annak többi tagjával. Ilyenek például a kétostorú zoospóra, melynek elülső ostorán masztigonéma van, a botroszóma által termelt ektoplazmaháló és a többlamellás sejtfal a Golgi-készülékben előállított pikkelyekkel. A Thraustochytrida egysejtű protozoonklád 1 sporangiummal (monocentrikus), az ektoplazmaháló és a többrétegű nem cellulózalapú, átfedő körpikkelyekből álló sejtfal. Bár gyakran algaként hivatkoznak rá, nincs plasztisza, vagyis heterotróf.

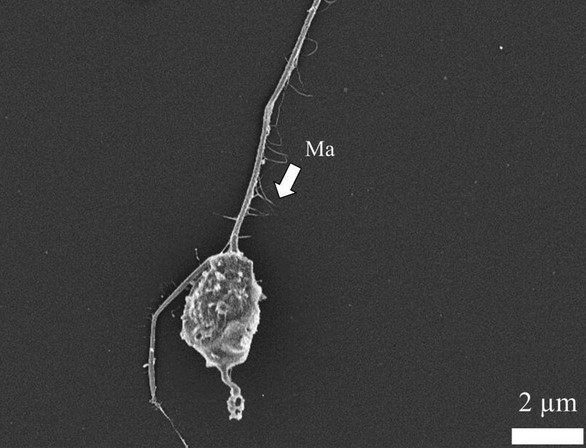
Thraustochytrida-zoospóra (Phycophthorum isakeiti) eltérő ostorokkal.

Vegetatív állapotában 4–20 μm átmérőjű, és gömbölyű vagy közel gömbölyű. Többrétegű sejtfala galaktóz- és xilóz-szulfátból áll. Egyetlen sporangiuma általában tojás vagy gömb alakú, és nemzetségenként eltér. A Botryochytrium zoosporangiuma például szőlő alakú. Zoospórái kétostorúak, ostorai eltérő hosszúak más sárgásmoszatokhoz hasonlóan. A hátsó sima ostor rövid, elöl hosszú, masztigonémás ostor indul.

### Ultraszerkezet
A szemcsés sejtplazmában diktioszómák, centriólumok, endoplazmatikus retikulum, mitokondriumok és alkalmanként lipidtestek vannak. Sok polimorf és tubulokrisztás mitokondriuma van. Poliszacharid-szulfát sejtfala többlamellás, nem cellulózszerű, és a diktioszóma ciszternáiból keletkeznek a hajtásfejlődéskor, ahol kerek pikkelyek (vezikulumok) keletkeznek az alapi membránon, és egyesülnek. Sejtfala galaktóz- és xilózgazdag.
Jellemzője a sejtmembránja kiterjesztéseként használt ektoplazmaháló, mely a botroszómából (más néven szagenogenetoszóma vagy SAG) ered. Ez egyoldali, mozgó, egy pásztázó elektronmikrográfon finom fonalakból áll. Nemzetségtől függően lehet elágazó vagy el nem ágazó, és feltehetően egyetlen törzsből vagy sejtszervecskéből ered. Az ektoplazmahálók hidrolitikus enzimeket (cellulázok, amilázok, lipázok, foszfatázok, proteázok) bocsáthatnak ki szerves anyagok lebontásához, így lebontók. Laboratóriumban lebonthatja a tűnyalábos fenyő pollenje sporopolleninjét, mely a mikrobiális degradációnak erősen ellenálló polimer. E kísérleti folyamat a pollencsalizás. A lebontás mellett adhéziós és abszorpciós funkciója is lehet.

## Életciklus
Életciklusa általában összetett, nemzetségenként eltér, és számos sejttípusszakaszból áll, például zoosporangiumokból, plazmódiumokból, egymagvú sejtekből és amőbákból.

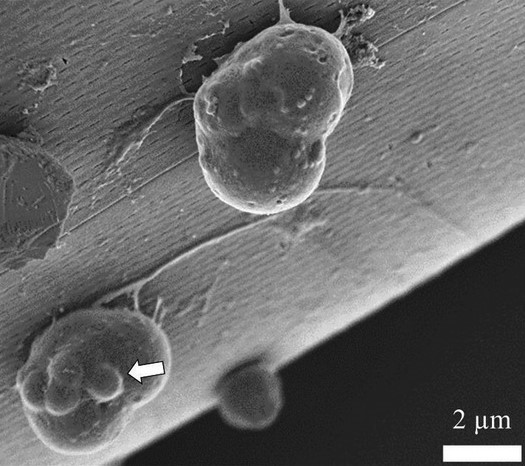
Kettéhasadó Phycophthorum isakeiti-sejt ektoplazmafonalakkal.

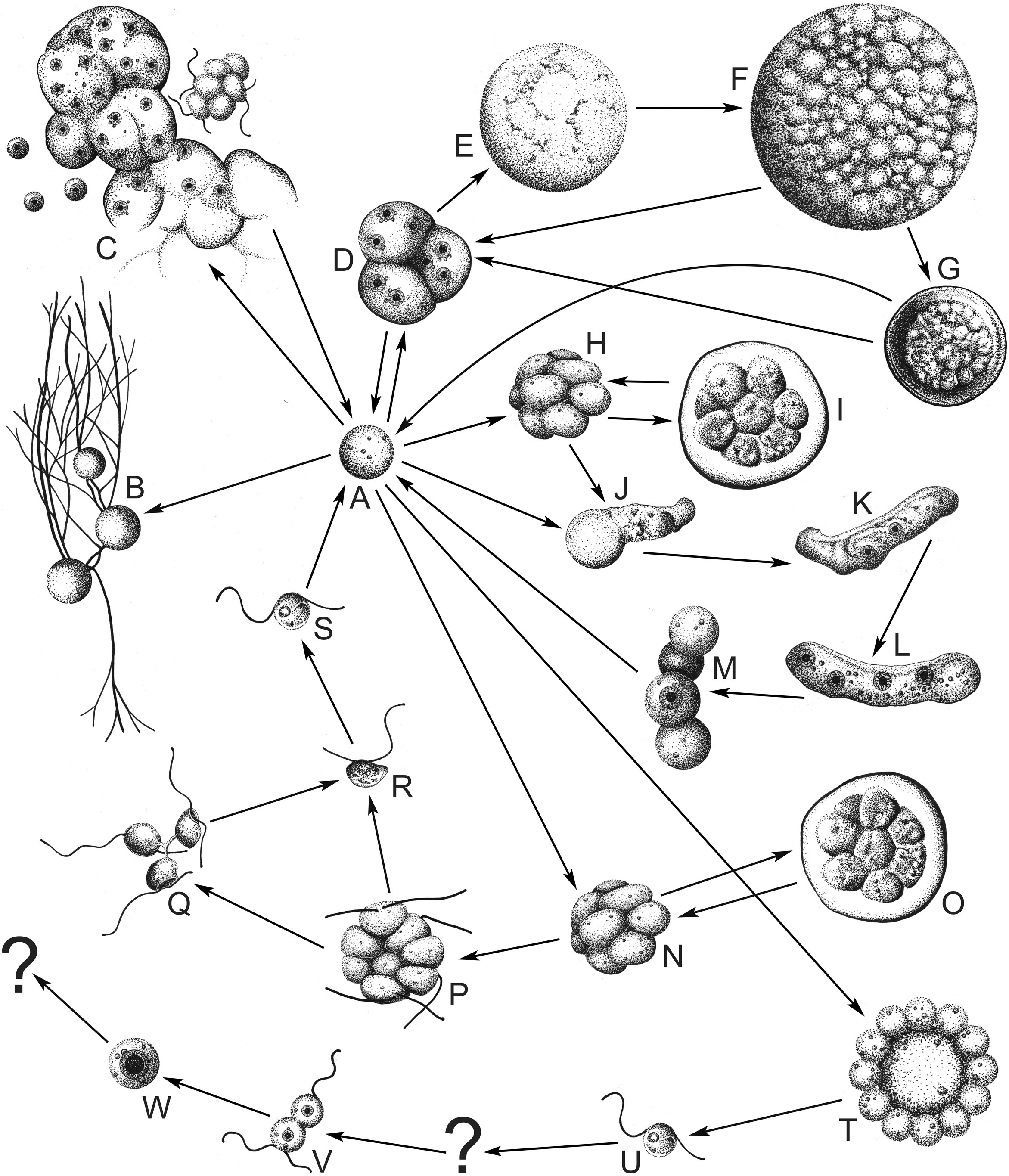
Thraustochytrida-életciklus illusztrációja (Aurantiochytrium acetophilum). A: kis sporogén sejt. B: vegetatív sejt ektoplazmahálóval. C: többmagvú sporogén sejttömeg kis sporogén sejteket és I-es típusú sporangiumot képez. D: többmagvú sporogén sejtek tetrádja. E: nagy vegetatív sejt lipidtelítődés előtt. F: nagy olajtartalmú sejt. G: ciszta. H: amőbosporangium. I: amőbosporangium-ciszta. J: amőbává alakuló amőbospóra. K: 2 magvú amőba. K: 4 magvú amőba. M: 4 egymagvú amőbospóra. N: I-es típusú zoosporangium ostorképzés előtt. O: zoosporangium-ciszta. P: I-es típusú zoosporangium ostoros sejtekkel. Q: 3, sejtplazmasávval összekötött zoospóra. R: fiatalabb körte alakú zoospóra. S: idősebb gömbölyű zoospóra. T: II-es típusú sporangium. U: kis gömbölyű úszó sejt (ivarsejt?). V: két mozgó ivarsejt kezdeti egyesülése. W: egymagvú zigóta.

### Ivartalan szaporodás
Minden faj rendelkezik fő vegetatív életciklussal, mely egy magosztódáson átmenő, így többmagvúvá váló, majd sporangiummá érő, és a ciklus újraindításához zoospórákat felszabadító egymagvú sejttel kezdődik. Erről további utak ágazhatnak le törzstől függően. A Thraustochytrida kétféleképp osztódhat: zoosporangiummal vagy két részre osztódással. E módszerek egy fajon belül annak életciklusa különböző részeiben is történhetnek. Ha zoosporangiummal történik a sejtosztódás, a magok a sejten belül osztódnak többmagvú sejtet létrehozva, mely zoosporangiummá alakul folyamatos osztódással. Mikor egymást követő két részre osztódással történik, a sejt a magosztódás után azonnal kettéválik a sejtmembrán bemélyedésével vagy a belső vezikulummembránok egyesülésével. Mitózisa nyílt, vagyis a magmembrán osztódáskor megnyílik, majd magosztódáskor újra kialakul.

#### Amőboid ciklus
Egyes Thraustochytrida-fajok több vegetatív életszakaszból képesek amőboid ciklusba kerülni, lehetővé téve lassú mozgásukat egy- vagy többmagvú amőbákként a felületeken. Többek közt az Ulkenia, Schizochytrium, Hondaea és Aurantiochytrium képesek kettéhasadással egymagvú sejtek csoportját alkotni, majd amőbákká alakulni, és amőboid ciklusba lépni. Ebbe közvetlenül egymagvú amőbákká vagy többmagvú sejtekké alakuló egymagvú sejtekből vagy többmagvú amőbákká alakuló többmagvú sejtekből és sporangiumokból is léphetnek. Az amőboid ciklusba kerülő fajoknak a zoospóraképzéshez a fő életciklusba kell visszalépniük.

### Ivaros szaporodás
Bár az ivaros szaporodás kevéssé ismert esetében, vegetatív sejtjei feltehetően diploidok, és meiózissal ivarsejt-kibocsátó sporangiummá alakulnak. Bár az Aurantiochytrium acetophilumban megfigyeltek szingámiát, a zigóta sorsa ismeretlen, de feltehetően egymagvú sejtként lép a vegetatív ciklusba.

## Történet
A Thraustochytridát először Frederick Kroeber Sparrow írta le 1934-ben. Más Labyrinthulomycetes-fajokhoz hasonlóan gombákként sorolta be ektoplazmahálói és zoospóraképző képessége miatt. Azonban morfológiai plaszticitása megakadályozza megjelenés alapján történő pontos osztályozását. 1973-ban sorolta csak át az Oomycetesbe, jelezve, hogy sárgásmoszatok, nem gombák. Ezután elkezdődött a Thraustochytrida helyzetének egyidejű morfológiai és genetikai tanulmányokkal való pontosabb meghatározása. A riboszomális RNS filogenetikai markerkénti használatával Thomas Cavalier-Smith et al. erős molekuláris bizonyítékot találtak, hogy a Thraustochytrida nem a gombák vagy az Oomycetes közeli rokona. Más tanulmányok ezt alátámasztották a Thraustochytrida és más Labyrinthulea-fajok morfológiai összehasonlításával. Bár filogenetikája viszonylag ismeretlen, taxonómiailag jobban meghatározott. A Thraustochytrida a Labyrinthulea 2 rendjének egyike, nevezéktana változó, mert korábban gombáknak tekintették.

## Ökológia

### Elterjedés
Számos környezetben él, például az Indiai-, Csendes-óceán és az Észak-Arab-tenger trópusi partjain, mérsékelt és hideg ausztrál vizekben, Argentínában, a Földközi- és az Északi-tengeren, szubantarktikus, antarktikus és szubaktikus vizekben. Elterjedt tengerekben. Fotikus, eufotikus és afotikus zónákban is él. Ideális sótartalom-tartománya 2–3%, de eurihalin, és akár 1,2% sótartalom mellett is megélhet. Mivel adott sótartalmat igényel, halofil.

### Életkörülmények
Nátriumigényes, ez nem váltható ki káliummal. Gyakoribb sok bomlásterméket és bomló növényi anyagot tartalmazó helyeken. Fontos helyek például a mangroveerdők, a sólápok és a folyók kimeneti zónái. Jelentős mennyiségű tápanyagot kap a növekedéshez bármilyen bomló szerves anyagból, így szennyezett vagy szerves anyagban gazdag területeken is könnyen megél. Belső keletkezésű (autochton) vagy szállított (allochton) anyagon is megtalálható. Nem gyakori élőlényeken, azokon csak sporadikusan és alacsony koncentrációban fordul elő. Ennek oka feltehetően az, hogy a növények antimikrobiális anyagokat állíthatnak elő, meggátolva a mikrobák általi kolonizációt. A lebontás korai szakaszában kevés példánya van jelen, mert vannak még a növekedést gátló anyagok.
A lebontás előrehaladtával gyorsan ellepi a szubsztrátot. A mangroveerdőkön végzett kírésletekben a leveleken élő fajok cellulázt, amilázt, xilanázt, proteázokat és pektinázokat termelnek, ez alapján szerepet játszhatnak a végbemenő kémiai folyamatokban. Alkalmanként algafelületeken is megtalálható, de csak kis számban. Egyszer, mikor Fucus serratusról tenyésztették, alacsony mennyisége egy lehetséges indokának az alga által szekretált gátló anyagnak tekintették. Egy 1992-es tanulmány kimutatta, hogy nem tenyészthető Ulva fasciata és Valoniopsis pachynema fajokon. Ennek oka lehet a bennük lévő sok fenol.

### Parazitizmus
Nincs bizonyíték a Thraustochytrida növényekkel való parazitizmusára, azonban több tanulmány kimutatott ily kapcsolatot állatokkal. Például az Eledone cirrhosa esetén más tengeri élőlényeket fertőzni képes fekélyes léziókat okozhat. Nem határozható meg egyértelműen e fatális léziók okaként, feltehetően a kezdeti fertőzé után más polipokkal érintkezhetett. Más hasonló fertőzések ismertek osztrigákon, tenyésztett szivárványos pisztrángon, kalmárkopoltyúkon, szivacsokon, szabadon élő laposférgeken, csalánozókon, csupaszkopoltyús csigákon és előgerinchúrosokon.
A Thraustochytrida és az élő fajok közti kölcsönhatás alapján közvetlen betegségok vagy opportunista parazita lehet. Nem ismert azonban, mi teszi lehetővé patogén viselkedését, de feltehetően környezeti tényezők és a gazda védekezési nehézségei, például a gátlóanyag-kibocsátás hiánya okozhatják.

### Egyéb biotikus kapcsolatok
Jelentős mennyiségű Thraustochytrida-faj található a Lytechinus variegatus gyomortartalmában és ürülékében. Ennek oka lehet azt tartalmazó bomlástermékek bevitele vagy a tengerisün gyomrának állandó mikrobiomjában való szereplés. Az Ulkenia visurgensist egészséges csalánozókban is felfedezték indiai árterekben immunfluoreszcenciával. Nagy mennyiségben ismert továbbá Pegea confoederata-ürülékben is. Ezek alapján a Thraustochytrida és az említett gerinctelenek – és feltehetően más tengeri állatok – közt jelentős kapcsolatok lehetnek. A kacslábú rákok lárvái jobban túlélhetnek és nőhetnek Thraustochytrida-tartalmú szubsztrátokon az anélkülieknél, így kapcsolat tehető fel a kettő közt.

### Szerepe a tengeri táplálékhálózatban
Fontos a tengeri táplálékhálózatokban, jelentősége oka például az ω-3 többszörösen telítetlen zsírsavak (PUFA) – például a rákoknak fontos DHA és az EPA – szintézise. Fő közreműködése e zsírsavak mennyiségében a táplálékhálózathoz oly környezetekben történik, ahol nőhet – általában sok bomlástermék-részecskét tartalmazó területeken. A termelt zsírsavak lehetővé teszik a rákok növekedését és szaporodását. A baktériumok nem állítanak elő sok PUFA-t, a zooplankton szintézisaránya általában a szükséges kevesebb mint 2%-a, így fő zsírsavforrásai feltehetően a táplálékhálózatban még lejjebb vannak, és a Thraustochytrida általuk evett fajaiból kerülnek ki. E zsírsavak szintézise magasabb trofikus szintű élőlényeknek is fontos.

## Fiziológia

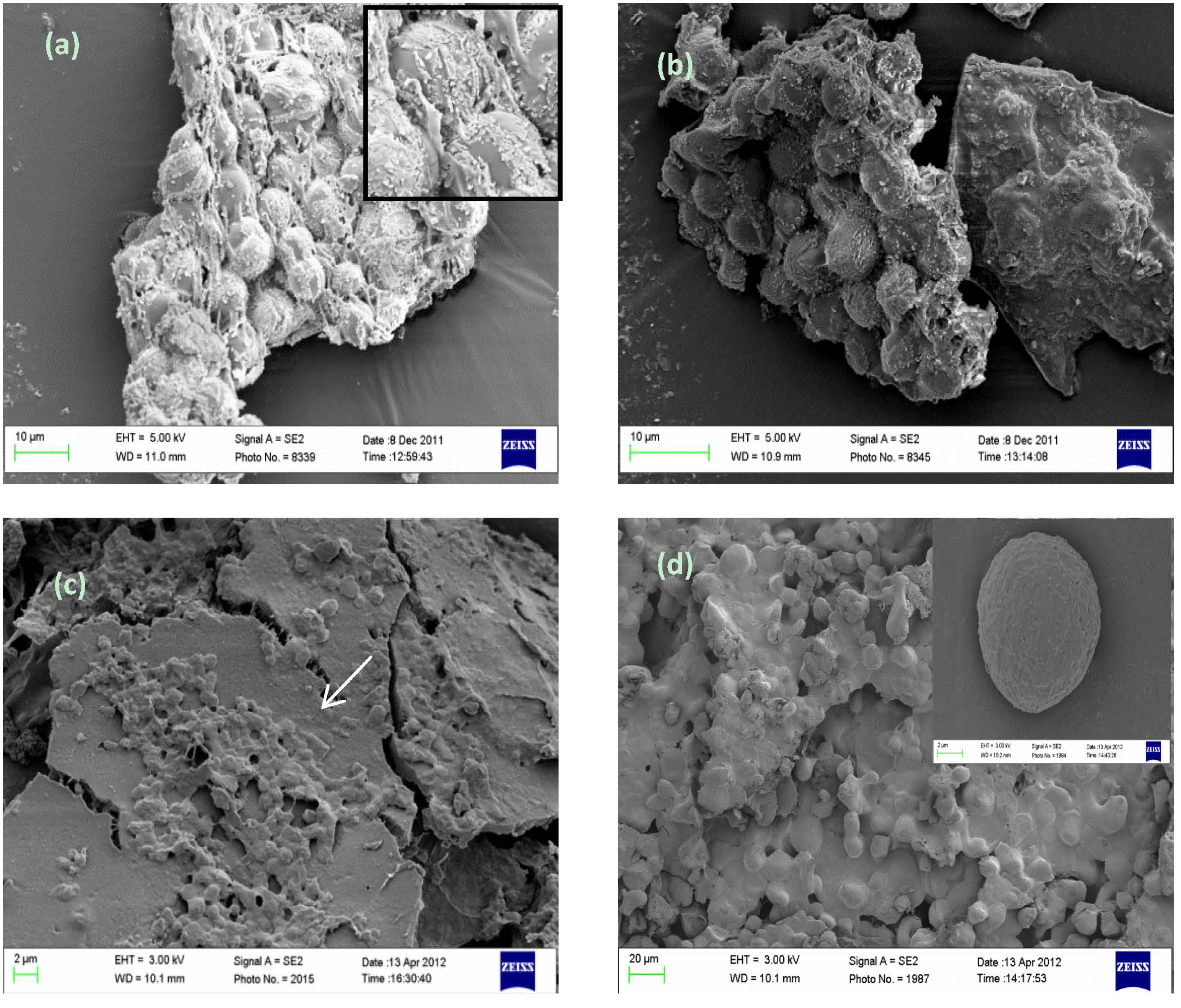
Thraustochytrida-sejtek különböző környezetekben

Mivel heterotróf – nem fotoszintetikus mikroalga –, legtöbb tápanyagát bomló anyagból szerzi. Lebontó tevékenységéhez számos hidrolitikus enzimet fejlesztett ki, például amilázokat, proteázokat, foszfatázokat, cellulázokat, lipázokat, ureázokat, zselatinázokat, kitinázt és α-glükozidázt. Ezek vagy az extracelluláris mátrixba kerülnek, vagy a környező oldatba szekretálódnak. Az ektoplazmahálók hidrolázokat (cellulázok, amilázok, lipázok, foszfatázok, proteázok) termelnek a vízben lévő szerves anyagok lebontására, így betöltve a lebontó szerepet. Laboratóriumban át tudja törni a tűnyalábos fenyő pollenjének mikrobiális bontásnak ellenálló sporopolleninjét. E kísérlet a pollencsalizás. A lebontás mellett adhézióra és abszorpcióra is képes az ektoplazmaháló.
Számos szervetlen vegyületet – például monokálium-foszfátot, nátrium-kloridot és nátrium-szulfátot – igényel. A káliumhoz hasonló ionok hiánya csökkentheti növekedését. A nátriumhiány csökkentheti a szervetlen foszfátok felvételét, mely a nagymértékű növekedéshez szükséges. Egyes fajok karbamidot használhatnak nitrogénforrásként hidrolízis útján, mely szén-dioxidot és ammóniát termel.
Szerves szénforrások tekintetében a Thraustochytrida számos vegyületet – például maltózt, fruktózt, szacharózt, glükózt, glicerint és etanolt használhat energiafelhasználásra és növekedésre. Ezenkívül különböző vitaminokat, például tiamint, biotint, kobalamint, niacint, pantoténsavat és riboflavint is felhasznál.
Hongkongi izolátumai széles pH-tartományban (4–9) nőnek megfelelően, de egyes fajaik eltérő pH-optimumúak. Ezek mind 20–25 °C-on nőnek 0,75–3% közti sótartalomban. Azonban a pH-hoz hasonlóan a sótartalom és a hőmérséklet optimumai is eltérők fajonként.

### Szintetizált vegyületek
A Thraustochytrida membránját alkotó zsírsavak közel 65%-a DHA-ból és palmitinsavból származik. Ismeretlen fiziológiai módszerekkel nitrogénhiányos környezetben lipidszintézist indít el. Feltehetően a nitrogénhiány okozta korlátozások megállíthatják a sejtosztódást, megváltoztatva a membrán- és fehérjeszintézist fenntartó szénáramlást, és trigliceridek termelését segíti elő. A teljes lipidösszetétel tekintetében a glicerolipidek nagyobb részét alkotják trigliceridek, mint a poláris lipidek.

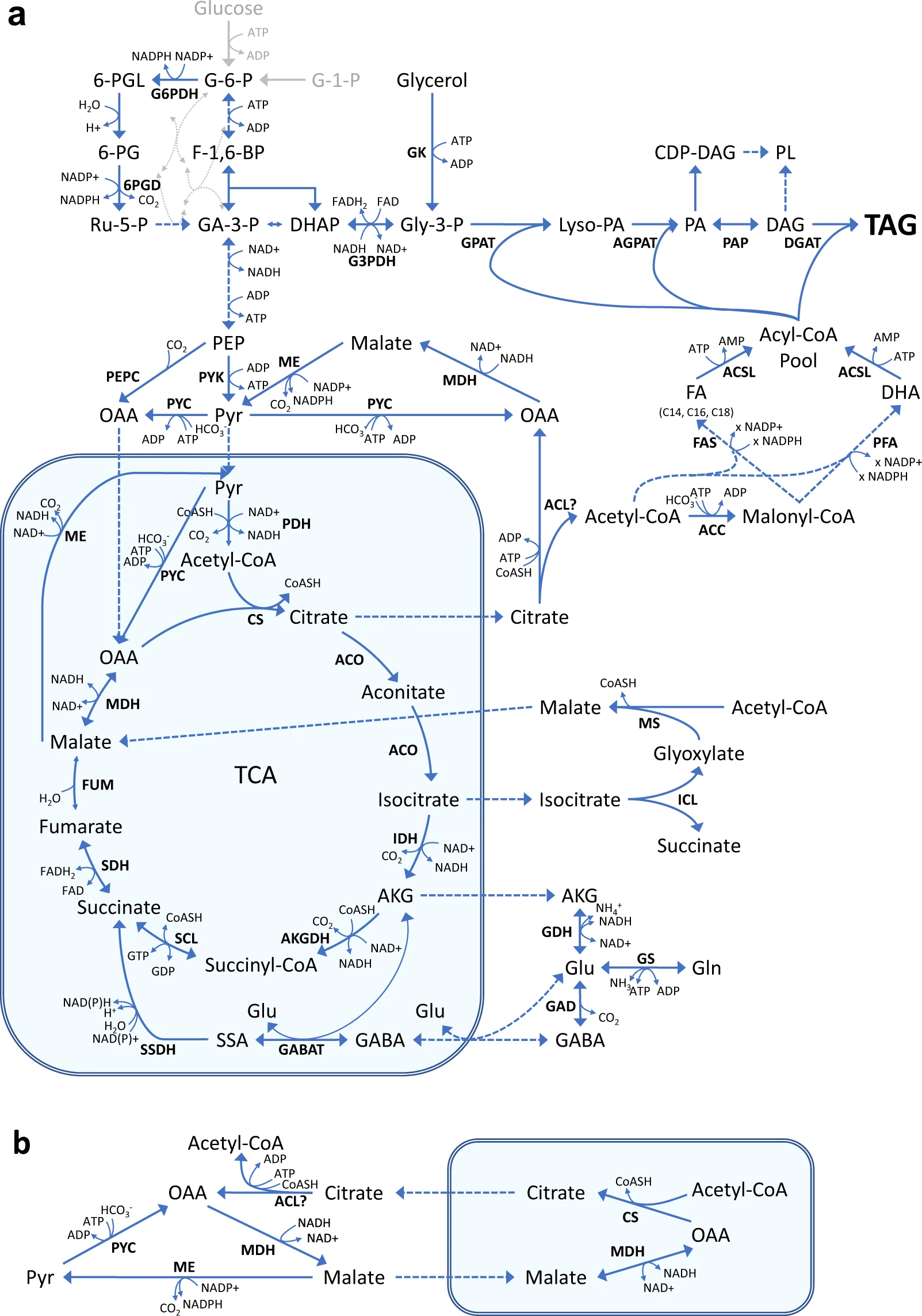
Zsírsavszintézis útjai az Aurantiochytrium sp.-ban

#### Telített és többszörösen telítetlen zsírsavak
A telített és telítetlen zsírsavak termelése két úton történik, melyek egyike I-es típusú zsírsavszintázt (FAS), másika poliketid-szintáz-szerű enzimet (többszörösentelítetlenzsírsav-szintáz, PUFA-szintáz) igényel. Előbbi 16 szénatomos telített zsírsavakat ad aerob úton, utóbbi 20–22 szénatomos telítetlen zsírsavakat ad anaerob úton. A FAS általában palmitinsavat, a PUFA-szintáz többnyire DHA-t termel. Nem ismert, miért kell 2 különböző út a zsírsavszintézishez, de az auxotróf Thraustochytrida-fajok a PUFA-szintáz mutációi hatására jönnek létre, tehát a két út nem redundáns, egymástól független. A PUFA-szintáz DH/I doménje módosulása több mint 50%-kal csökkenti a PUFA-termelést, így fontos a szintézisúthoz és használhatóságához.

#### DHA-szintézis
Az acetil-CoA először a KS-hez csatlakozik koenzim A-t felszabadítva, majd az MAT malonilcsoportot ad az ACP-hez, CoA-t adva melléktermékként. A KS az aktivált acetilt a malonilcsoporttal egyesítve acetacetil-CoA-t termel szén-dioxid melléktermékkel. Ezután a KR az acetacetil-CoA-t NADPH + H+ hatására redukálja, a keletkező terméket dehidratálja DH- vagy DH/I-dehidratázzal, 2-transz-kettőskötésű acilcsoportot adva (transz-∆2-butenoil-ACP). Ezt az ER redukálhatja NADPH + H+-szal (FAS-út), vagy DH/I-vel izomerizálhatja 2,3- vagy 2,2-transz-cisz-terméket adva (PUFA-szintáz-út). E ciklus többször ismétlődhet 2 további szénatommal bármely úton hosszabb zsírsavat vagy DHA-prekurzort eredményezve CLF- (lánchosszfaktor-) feldolgozással. A DH-dehidratáz típusa határozza meg a folyamatot a DHA-szintézishez, melyet egy már növekvő acillánc hossza határoz meg.

#### Szterol- és karotinoidszintézis
A mevalonát (a szterolok és karotinoidok prekurzora) szintéziséhez 2 acetil-CoA acetacetil-CoA-vá egyesül, majd egy újabb hozzáadódik HMG-CoA-t adva. 2 NADPH + H+ hatására mevalonát keletkezik. Ez 3 reakciósoron megy át egy ATP-vel difoszfomevalonátot adva. Ez CO2-ot és Pi-ot vesztve Δ3-izopentenil-difoszfátot adva, mely dimetilpropenil-difoszfáttá izomerizálódik. Ezek fej-farok kondenzációs addíciójával geranil-difoszfát keletkezik, mely karotinoid- vagy szterolszintézishez vezethet köztitermékükön, a farnezil-difoszfáton keresztül. A szterolszintéziskor a geranil-difoszfát a ∆3-izopentenil-difoszfáttal farnezil-difoszfáttá egyesül, mely másik farnezil-difoszfáttal a szterolszintézis prekurzorát, a szkvalént termeli szkvalén-szintázon keresztül.

## Alkalmazás

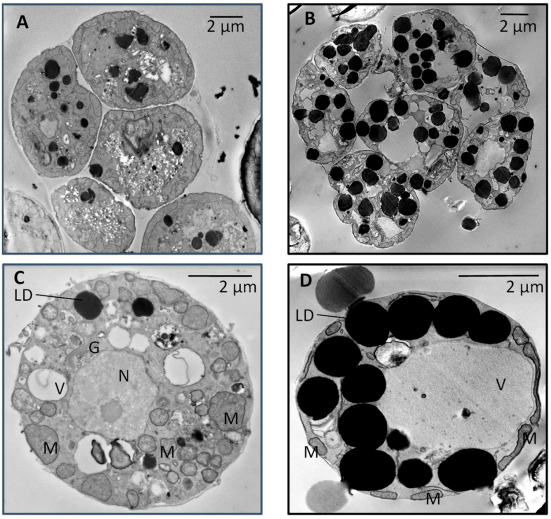
Pásztázó elektronmikrográfok vad típusú (A, C) és mutáns (B, D) Thraustochytrida-fajokról. Az olajcseppek feketék.

A Thraustochytrida sok DHA-t termel. Megfelelő körülmények közt egyes fajok teljes tömegük 15–25%-a DHA-ból áll. Ez sok előnnyel jár, például csökkenti a depresszió kockázatát, a gyulladást, a megfelelő neuronfejlődés elősegítésével pedig a memóriavesztést – különösen újszülöttekben –, stb. Ezenkívül karotinoidokat és szterolokat is előállít, melyek csökkentik a koszorúér-betegséget, a rákot és az osteoporosist. Ezenkívül a szkvalén kivonható belőle, mely előnyös a nem specifikus immunválasznak, továbbá rák és UV-sugárzásos sejtkárosodás csökkentésére és exogén antioxidánsként is hathat.

### Lehetséges használat
Csökkentheti a halállomány használatát, és fenntartható olajtermelő lehet, közben csökkentve a káros környezeti kitettség okozta veszteségeket. Ez elérhető a nitrogénmennyiség csökkentésével történő DHA-termelés-növeléssel. Egy 2 lépéses fermentáció használható erre. A sejtek először alacsony C:N arányú közegben nőnek, majd magas C:N arányúban, növelve a DHA- és zsírsavtermelést. Ha sok pentadekánsav kívánatos, az alacsony N-tartalmú ogen medium could be supplied with a surplus of branched amino acids such as valine, isoleucine, leucine.
A szkvalén, a szterolok prekurzora használható a humán egészség javításához gyógyszerszállító rendszerként és nedvesítőszerként, és általában cápamájolajból nyerik ki. A növekvő szkvalénigénnyel párhuzamosan a cápapopuláció jelentősen csökken. Így egy új szkvaléntermelő módszerre lett szükség, és az Aurantiochytrium jó megoldás lehet.
Genetikai módosítással számos utat hoztak létre a hasznos termékek termelésének növelésére mutánskészítéssel, génexpresszió-növeléssel vagy knockinekkel. Egyes kísérletekben jelentős eredmények voltak – például 1,5–3-szoros zsírsavtermelés-, 2–9-szeres asztaxantintermelés-, 4-szeres EPA-termelés- és 2,5–3-szoros DHA-mennyiség-növekedés. 2012-es adatok szerint ha az Aurantiochytrium limacinum SR21 50%-os oldottoxigén-szintben van növekedési közegében, biomasszája és DHA-termelése jelentősen nő. További tanulmányok és egy szabadalom kimutatták azt is, hogy fénnyel növelhető a biomassza, a karotinoid- és DHA-termelés folyamatos vagy alkalmi bevilágítással több különböző hullámhosszon.
Terbinafin-hidroklorid és jazmonát Aurantiochytrium mangrovei FB3-hoz, illetve Schizochytrium mangroveihez adása jelentősen növeli a szkvaléntermelést, mely felhasználható a szterolszintézishez. Kalcium és magnézium hozzáadása növeli az Aurantiochytrium sp. DBTIOC-18 és a Schizochytrium sp. DBTIOC-1 növekedését általában a növekedést csökkentő igen koncentrált glicerinközegben, növelve a biomasszát, a zsírsav- és a DHA-termelést.
A sejten kívüli lipázok indukálhatók 2 Thraustochytrida-törzsben bázikus pH mellett, így e lipázok lehetséges detergensek. Feltehetően használható az influenza és más vírusok elleni küztelemben antigéntermelésre is. Ezenkívül növénymagokba való géntranszferek sikeresnek bizonyultak, mehetővé téve a PUFA-szintáz-túlexpressziót, így e magok olaja izolálható és kivonható lehetséges kereskedelmi használatra.
A hőmérséklet és az évszakok befolyásolják a zsírsavösszetételt: a téli izolátumokban több DHA van, lehetővé téve nutraceutikumkénti használatukat, míg a nyáriakban az ω-3 zsírsavak és a biodízel-termeléshez használható vegyületek mennyisége nagyobb.

### Ipari használat

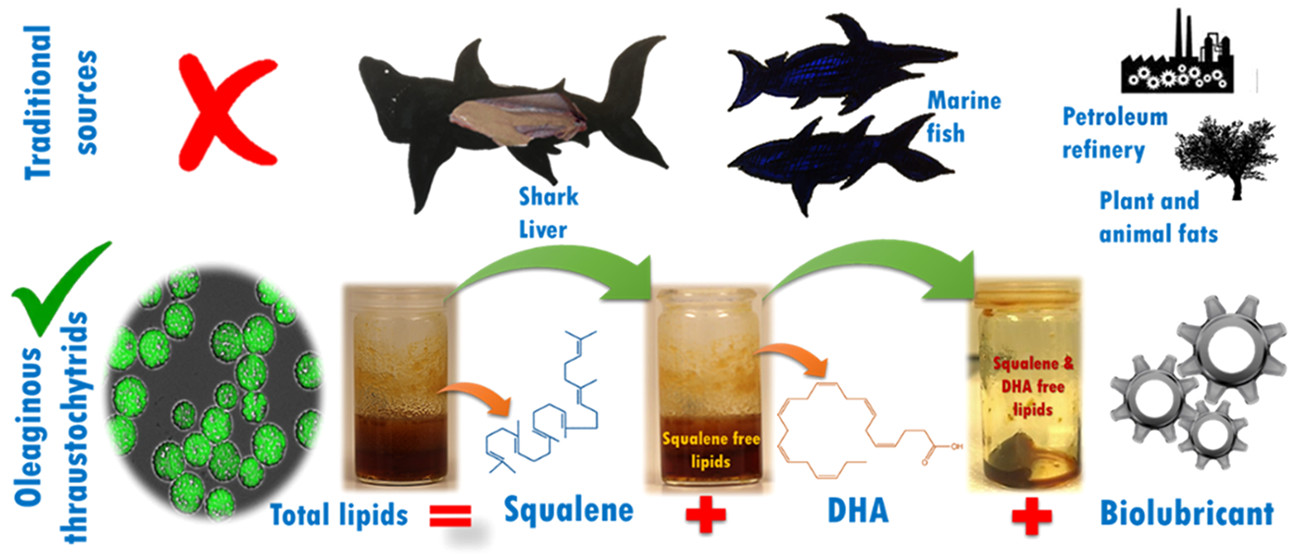
A Thraustochytrida a tengeri halak alternatívája étrend-kiegészítőkhöz.

Egyes gyártók, például a Royal DSM, az Alltech, a Martek Biosciences és az Ocean Nutrition Canada humán és állati fogyasztásra alkalmas étrend-kiegészítőkhöz használnak Thraustochytrida-fajokat. Belőlük származó ω-3 zsírsavakkal dúsíthatók többek közt tojások, húsok, tej és bébiételek is. Számos ily terméket ártalmatlannak minősített az FDA és az Európai Bizottság is.
A Thraustochytrida-olaj használható továbbá Salmo salar, juvenilis Epinephelus lanceolatus, Seriola rivoliana, harcsaalakúak és juvenilis Salmonidae akvakultúrája táplálásához. Schizochytriumból származó többszörösen telítetlen zsírsavakkal táplálhatók kerekesférgek, melyek később valódi csontoshalak lárváinak adhatók. A DHA-val kiegészített halak gyorsabban nőnek, gyakrabban és keveseb abnormalitással élnek túl. Az asztaxantin is használatos halak, csirkék és pulykák etetésére és ételszínezékként is.
Ezenkívül a bioüzemanyag-iparban is számos áttörést ért el. Egyes törzsek, például a Schizochytrium sp. S31 és a Schizochytrium mangrovei PQ6 egyes üzemanyag-összetevők, például a biodízel termelésére jól használhatók. Japánban ezenkívül egy Thraustrochytrida-törzs, az Aurantiochytrium 18 W13a, képes szkvalén előállítására szennyvízből. Ruténium/cérium-oxidos katalízissel ez rövid alkánokká alakítható, mely ezután ipari és kereskedelmi üzemanyagokhoz egyaránt használható. Ezenkívül egy másik Thraustochytrida-törzs, a T18 képes nyersanyagokból keletkezett hemicellulóz-tartalmú melléktermékek feldolgozásával történő hasznoslipid-termelésre is. Ez heterológ xilulóz-kináz és endogén xilóz-izomeráz expressziónövelésével érhető el.
Egy európai szabadalomban szerepel a Thraustochytrida-olajok hasznosíthatósága hőszigeteléshez.

## Fordítás
Ez a szócikk részben vagy egészben  a   Thraustochytrids című angol Wikipédia-szócikk ezen változatának fordításán alapul.  Az eredeti cikk szerkesztőit annak laptörténete sorolja fel. Ez a jelzés csupán a megfogalmazás eredetét és a szerzői jogokat jelzi, nem szolgál a cikkben szereplő információk forrásmegjelöléseként.